# Grammostola
Grammostola és un gènere d'aranyes migalomorfs de la família Theraphosidae, amb diverses espècies de taràntules natives de zones tropicals de Sud-amèrica.

## Taxonomia
- Grammostola actaeon (Pocock, 1903) (Brasil, Uruguai)
- Grammostola alticeps (Pocock, 1903) (Uruguai)
- Grammostola aureostriata Schmidt & Bullmer, 2001 (Paraguai, Argentina)
- Grammostola burzaquensis Ibarra, 1946 (Argentina)
- Grammostola chalcothrix Chamberlin, 1917 (Argentina)
- Grammostola doeringi (Holmberg, 1881) (Argentina)
- Grammostola fossor Schmidt, 2001 (Argentina)
- Grammostola gossei (Pocock, 1899) (Argentina)
- Grammostola grossa (Ausserer, 1871) (Brasil, Paraguai, Uruguai, Argentina)
- Grammostola iheringi (Keyserling, 1891) (Brasil)
- Grammostola inermis Mello-Leitão, 1941 (Argentina)
- Grammostola mendozae (Strand, 1907) (Argentina)
- Grammostola mollicoma (Ausserer, 1875) (Brasil, Uruguai, Paraguai, Argentina)
- Grammostola monticola (Strand, 1907) (Bolívia)
- Grammostola porteri (Mello-Leitão, 1936) (Xile)
- Grammostola pulchra Mello-Leitão, 1921 (Brasil)
- Grammostola rosea (Walckenaer, 1837) (Bolívia, Xile, Argentina)
- Grammostola schulzei (Schmidt, 1994) (Argentina)
- Grammostola vachoni Schiapelli & Gerschman, 1961 (Argentina)